# The Life and Death of Peter Sellers
The Life and Death of Peter Sellers är en brittisk-amerikansk TV-film från 2004 i regi av Stephen Hopkins efter ett manus av Christopher Markus och Stephen McFeely. Manuset baserades på en bok av Roger Lewis, med samma titel. Filmen är en blandning av drama och komedi, och handlar om skådespelaren Peter Sellers liv. Den australiska skådespelaren Geoffrey Rush spelar titelrollen.

## Medverkande
- Geoffrey Rush – Peter Sellers
- Charlize Theron – Britt Ekland
- Emily Watson – Anne Sellers
- John Lithgow – Blake Edwards
- Miriam Margolyes – Peg Sellers
- Peter Vaughan – Bill Sellers
- Sonia Aquino – Sophia Loren
- Stanley Tucci – Stanley Kubrick
- Stephen Fry – Maurice Woodruff
- Henry Goodman – Dennis Selinger
- Alison Steadman – the Casting Agent
- Emilia Fox – Lynne Frederick
- Nigel Havers – David Niven
- Heidi Klum – Ursula Andress
- Lucy Punch – flygvärdinna
- Joseph Long – Carlo Ponti